# Diebling
Diebling (fràncic lorenès Diwlinge) és un municipi francès situat al departament del Mosel·la i a la regió del Gran Est. L'any 2007 tenia 1.620 habitants.

## Demografia

### Població
El 2007 la població de fet de Diebling era de 1.620 persones. Hi havia 602 famílies, de les quals 124 eren unipersonals (44 homes vivint sols i 80 dones vivint soles), 207 parelles sense fills, 247 parelles amb fills i 24 famílies monoparentals amb fills.
La població ha evolucionat segons el següent gràfic:
Habitants censats

### Habitatges
El 2007 hi havia 653 habitatges, 633 eren l'habitatge principal de la família, 1 era una segona residència i 19 estaven desocupats. 606 eren cases i 46 eren apartaments. Dels 633 habitatges principals, 536 estaven ocupats pels seus propietaris, 66 estaven llogats i ocupats pels llogaters i 31 estaven cedits a títol gratuït; 12 tenien dues cambres, 39 en tenien tres, 125 en tenien quatre i 457 en tenien cinc o més. 572 habitatges disposaven pel capbaix d'una plaça de pàrquing. A 230 habitatges hi havia un automòbil i a 342 n'hi havia dos o més.

### Piràmide de població
La piràmide de població per edats i sexe el 2009 era:
| Homes | Edats   | Dones |
| ----- | ------- | ----- |
| 0     | 95 o +  | 0     |
| 0     | 90 a 94 | 4     |
| 0     | 85 a 89 | 12    |
| 8     | 80 a 84 | 20    |
| 12    | 75 a 79 | 44    |
| 12    | 70 a 74 | 32    |
| 44    | 65 a 69 | 44    |
| 32    | 60 a 64 | 44    |
| 52    | 55 a 59 | 28    |
| 68    | 50 a 54 | 64    |
| 88    | 45 a 49 | 80    |
| 44    | 40 a 44 | 52    |
| 88    | 35 a 39 | 68    |
| 52    | 30 a 34 | 64    |
| 64    | 25 a 29 | 40    |
| 36    | 20 a 24 | 40    |
| 44    | 15 a 19 | 64    |
| 56    | 10 a 14 | 32    |
| 32    | 5 a 9   | 48    |
| 52    | 0 a 4   | 28    |

## Economia
El 2007 la població en edat de treballar era de 1.102 persones, 735 eren actives i 367 eren inactives. De les 735 persones actives 661 estaven ocupades (353 homes i 308 dones) i 75 estaven aturades (35 homes i 40 dones). De les 367 persones inactives 138 estaven jubilades, 95 estaven estudiant i 134 estaven classificades com a «altres inactius».

### Ingressos
El 2009 a Diebling hi havia 651 unitats fiscals que integraven 1.694,5 persones, la mediana anual d'ingressos fiscals per persona era de 19.965 €.

### Activitats econòmiques
Dels 48 establiments que hi havia el 2007, 2 eren d'empreses alimentàries, 7 d'empreses de construcció, 9 d'empreses de comerç i reparació d'automòbils, 2 d'empreses de transport, 4 d'empreses d'hostatgeria i restauració, 2 d'empreses financeres, 2 d'empreses immobiliàries, 7 d'empreses de serveis, 8 d'entitats de l'administració pública i 5 d'empreses classificades com a «altres activitats de serveis».
Dels 10 establiments de servei als particulars que hi havia el 2009, 1 era una oficina bancària, 1 paleta, 1 fusteria, 1 lampisteria, 2 perruqueries, 1 restaurant i 3 salons de bellesa.
Dels 6 establiments comercials que hi havia el 2009, 1 era una botiga de menys de 120 m², 3 carnisseries i 2 floristeries.
L'any 2000 a Diebling hi havia 14 explotacions agrícoles que ocupaven un total de 846 hectàrees.

## Equipaments sanitaris i escolars
El 2009 hi havia 1 escola maternal i 1 escola elemental.

## Poblacions més properes
El següent diagrama mostra les poblacions més properes.